# 2000 EX108
2000 EX108 är en asteroid i huvudbältet som upptäcktes den 8 mars 2000 av LINEAR i Socorro County, New Mexico.
Asteroiden har en diameter på ungefär 8 kilometer, den tillhör asteroidgruppen Eos.